# Huta Raja Tinggi (plaats)
Huta Raja Tinggi is een bestuurslaag in het regentschap Padang Lawas van de provincie Noord-Sumatra, Indonesië. Huta Raja Tinggi telt 749 inwoners (volkstelling 2010).